# رایان بابل
رایان گونو بابل (هلندی: Ryan Guno Babel؛ زادهٔ ۱۹ دسامبر ۱۹۸۶) بازیکن سابق فوتبال اهل هلند است. که سابقه بازی برای تیم های لیورپول ، فولام ، گالاتاسرای ، بشیکتاش ، آژاکس و العین را در سابقه کارنامه خود دارد.

## باشگاهی
از باشگاه‌هایی که در آن بازی کرده‌است می‌توان به آژاکس، لیورپول، هوفنهایم، قاسم پاشا اسپور، العین، دپورتیوو لاکرونیا، بشیکتاش، فولام و گالاتاسرای بازی کرده‌است.
رایان بابل در تاریخ ۹ نوامبر ۲۰۲۴ از فوتبال خداحافظی کرد.
او ۶۹ بازی ملی هم برای تیم ملی فوتبال هلند انجام داده‌است.